# 아비투스 (사회학)
아비투스(프랑스어: Habitus 아비튀스[*])는 인간 행위를 상징하는 무의식적 성향을 뜻하는 단어로, 피에르 부르디외가 처음 사용하였다. 이런 아비투스에서 가장 중요한 요소는 교육이다. 즉, 아비투스는 복잡한 교육체계를 통해 이루어지는 무의식적 사회화의 산물이라고 볼 수 있으며, 교육을 통해 상속된다.

## 아비투스의 정의
아비투스(프랑스어: Habitus 아비튀스[*])란 '가지다, 보유하다, 간직하다'는 뜻이다. 따라서 아비투스가 있는 사람이란 가진자를 뜻한다. 따라서 상류층은 아비투스가 있다. 상류층은 7가지 자본을 가졌는데 심리자본, 문화자본, 지식자본, 경제자본, 신체자본, 언어자본, 사회자본을 가졌다. 루비 페인이 지은 '계층이동의 사다리'는 상류층이 되려면 경제자본, 문화자본, 학력자본, 사회관계적 자본이 필요하다.
그러니 상류층은 많게는 7가지, 적게는 4가지를 가지고 있는 자라고 볼 수 있다. 이 중 겹치는 것은 루비페인이 주장한 경제자본, 문화자본, 학력자본, 사회관계적 자본 4가지다. 그 중 상류층이 되기위한 기본이 되는 자본은 물론 경제자본이다.

## 교육사회학에서의 아비투스
아비투스는 특정한 환경에 의해 형성된 성향이나 사고, 인지, 판단과 행동 체계를 의미하는 것으로, 계급 구성원들의 문화적 상징이나 행동특성을 나타내는 개념이다. 아비투스는 개인이 차지하는 사회적 지위와 개인이 속한 사회구조에 의해 산출되고 내면화된다. 그러나 아비투스가 구조의 산물이나 구조의 작동기제이지만 완성된 규칙이나 법칙은 존재하지 않는다.
교육행위는 아비투스를 생산해내기 위해 지속적으로 문화적 자의성을 주입하며, 아비투스는 문화적 자의성을 내면화한 것이므로 교육행위를 통해 지속적으로 문화적 자의성이 주입되어야 문화적 유전자인 아비투스가 형성된다고 본다. 따라서 교육행위는 지속적으로 아비투스를 생산하는 일이라고 본다.

## 같이 보기
- 피에르 부르디외